# Герундій
Геру́ндій (лат. gerundium, від gero — «нести») — одна з наявних у деяких мовах (таких як англійська, французька, латинська тощо) безособових форм дієслова (віддієслівний іменник). Герундій в англійській мові поєднує властивості дієслова та іменника.

## Герундій і віддієслівний іменник
Герундій іноді ще називають віддієслівним іменником, оскільки між ними є подібність по деяких параметрах, зокрема:
- семантика — обидві форми називають дію;
- морфологія — в обох форм можуть бути загальні флексії (словозміни), що виражають ідентичні граматичні категорії;
- синтаксис  — обидві форми вживаються в позиціях, характерних для іменника (у функції підмету, додатку, у тому числі після прийменників, у функції іменної частини складеного присудка; у сполученнях із присвійними займенниками тощо).

Відмінностями герундія та віддієслівного іменника є, зокрема, те, що:
- герундій має регулярне формоутворення, у той час як віддієслівний іменник утворюється від дієслівної основи за допомогою різноманітних способів словотвору — суфіксальним, префіксальним, безафіксальним тощо; до того ж, від багатьох дієслівних основ віддієслівні іменники можуть узагалі не утворюватися;
- герундій має винятково «процесуальне» значення (називає дію як процес), у той час як значення віддієслівного іменника нерідко має більше опосередкований зв'язок зі значенням дієслова, від основи якого воно утворено;
- герундій, будучи морфологічною формою дієслова, зберігає характерне для цього дієслова управління (спосіб синтаксичного зв'язку із залежними словами), у той час як іменник його нерідко модифікує (наприклад, змінює безприйменниковий зв'язок на прийменниковий), наприклад:

|  | англ. They accused him of breaking the law англ. They accused him of the break of the law |

Конкретний набір подібностей і відмінностей варіюється в різних мовах. Також на підставі відмінностей герундій у граматиках деяких мов виділяють в особливу безособову дієслівну форму в системі граматичних форм дієслова.

## Особливості герундія в різних мовах

### Герундій в англійській мові

#### Формоутворення
Формоутворення герундія (англ. gerund) в англійській мові характеризується винятковою регулярністю — шляхом додавання до основи інфінітиву закінчення -ing (наприклад, англ. doing, singing, flying, typing, lying) за винятком дієслів, що закінчуються в інфінітиві на німе -е (яка випадає, наприклад, англ. rate — rating) та на -ie (які замінюються на -y-: англ. tie — tying).

#### Форми герундія та його властивості
Є чотири форми герундія:
1. Indefinite active: writing;
2. Indefinite passive: being written;
3. Perfect active: having written;
4. Perfect passive: having been written.

- Герундій має дієслівні властивості, тому що він має форми часу і стану, може прийняти прямий додаток (наприклад: writing a letter) і означатися прислівником (наприклад: writing slowly).
- Герундій має також іменникові властивості. Він може вживатися з прийменником. Його синтаксичні функції дуже схожі на функції іменника, тому що герундій може бути підметом і додатком у реченні. Так як і іменник, герундій може означатися присвійнним займенником, чи іменником у присвійному відмінку.

Але співвідношення між іменником і означаючим займенником, чи іменником в присвійному відмінку є атрибутивними (означальними), в той час співвідношення між герундієм і означаючим його займенником чи іменником у присвійному відмінку є предикативними (присудковими).
Так, в реченні «His reading has considerably improved — Його читання значно покращилося» присвійний займенник «his — його» є означенням до віддієслівного іменника «reading-читання». А в реченні «His reading this passage was a mistake — Те, як він читав цей уривок, було помилкою» присвійний займенник «his» відіграє роль вторинного підмета до герундія «reading».

#### Застосування
Найхарактернішою для герундія позицією в реченні є позиція прийменникового доповнення після присудка:
|  | англ. When the leaders saw it, they accused him of breaking the law |

У цьому випадкові герундій підставляється замість іменника, який міг би бути вжитий у цій позиції:
|  | англ. They accused him of treason |

Після деяких дієслів (англ. like, dislike, loathe, start тощо) герундій уживається в позиції безприйменникового доповнення. Таке вживання герундія є найскладнішим для вивчання англійської, оскільки таке дієслівне управління має непередбачений характер і вимагає запам'ятовування:
|  | англ. I loathe eating outdoors because it exposes my food to bugs |

Особливу групу дієслів, що вимагають після себе герундій, утворюють дієслова сприйняття (англ. see, hear, feel тощо). Після них герундій також уживається в позиції другого безприйменникового доповнення, а позицію першого безприйменникового доповнення займає іменник або займенник, що називає особу, що робить дію, названу герундієм:
|  | англ. I saw him dancing |

Одначе, замість герундія в цьому випадкові можна вжити інфінітив без to (так званий голий інфінітив):
|  | англ. I saw him dance |

Можливою позицією для герундія є позиція підмету, а також позиція іменної частини складеного присудка:
|  | англ. Singing a song may help people to stop talking At this stage our wanting is wanting in the wrong way |

У деяких випадках віднайти формальну різницю між герундієм і суміжними формами (дієприкметник, віддієслівний іменник) важко:
|  | англ. I also keep a checklist while writing a paper |

#### Синтаксичні функції герундія
Герундій у реченні може виступати як:
- Підмет — англ. The Subject
- Предикатив — англ. The Predicative
- Прямий додаток — англ. The Direct Object
- Прийменниковий додаток — англ. Prepositional Object
- Означення — англ. The Attribute
- Обставина — англ. The Adverbial Modifier
- частина складенного дієслівного присудка — англ. Part of a Compound Verbal Predicate

### Герундій в науці та техніці
- англ. Screening — Скринінг
- англ. Sequencing — Секвенування
- англ. Pyrosequencing — Піросеквенування
- англ. Siding — Сайдінг
- англ. Cross Site Scripting — Міжсайтовий скриптінг
- англ. Blooming — Блумінг
- англ. Outsourcing — Аутсорсинг

## Цікаві факти
Застаріле українське слово ярунда і рос. ерунда («нісенітниця», «ахінея») походять з жаргону семінаристів й являють собою викривлене «герундій».